# Astragalus arnoldii
Astragalus arnoldii es una especie de planta del género Astragalus, de la familia de las leguminosas, orden Fabales.
Fue descrita científicamente por Hemsl. & H. Pearson.